# La Chapelle-Thècle
La Chapelle-Thècle è un comune francese di 499 abitanti situato nel dipartimento della Saona e Loira nella regione della Borgogna-Franca Contea.

## Società

### Evoluzione demografica
Abitanti censiti